# Modena FC 2018
Modena Fotbal Club 2018 este o echipă de fotbal din Modena, Emilia-Romagna, care evoluează în Serie B.
A fost fondată în 1912, desființată în 2017, și reînființată în 2018. La sfârșitul sezonului 2021-22 de Serie C, Modena s-a clasat pe primul loc, revenind astfel în Serie B. De asemenea, Modena este singura echipă care a câștigat Cupa Anglo-Italiană de două ori (în 1981 și 1982).

## Recorduri
- Jucătorul cu cele mai multe meciuri: Renato Braglia, 484
- Jucătorul cu cele mai multe goluri: Renato Brighenti, 82
- Cea mai mare victorie acasă: 6-0 vs. Livorno, Serie A 1929-30
- Cea mai mare înfrângere acasă: 0-5 vs. SSC Napoli, Serie A 1929-30
- Cea mai mare victorie în deplasare: 0-4 vs. Venezia, Serie A 1939-40
- Cea mai mare înfrângere în deplasare: 9-1 vs. Lazio, Serie A 1931-32